# Marché contestable
Le marché contestable est un marché sur lequel la concurrence potentielle (la « menace » d’entrée d’une entreprise concurrente) garantit les prix concurrentiels, même si le marché est en réalité dominé par une seule ou par plusieurs entreprises. Ce modèle théorique a été énoncé par les économistes William Baumol, John Panzar et Robert Willig en 1982.

## La théorie
- Les conditions pour que le marché soit contestable.

1. L'entrée sur le marché est libre, gratuite et absolue : pas de barrières juridiques, technologiques, ni financières ; l’entrée est immédiate (l’entreprise monopoleur n’a pas de temps pour réagir) et l’entreprise entrante est en position d’égalité avec l’entreprise ancienne (l’accès égal aux moyens de production, au savoir-faire, les consommateurs peuvent choisir librement).
2. La sortie du marché est libre et sans coût : pas de barrières juridiques ; coût fixes parfaitement recouvrables (peut être récupéré à la sortie du marché, moins l’usure), donc pas de coût irrécupérable (sunk costs).
3. L'existence d’une entreprise désirant entrer sur le même marché.

Ces conditions encouragent le comportement de l’ « entrée fugitive » (Hit and Run behaviour) : l’entreprise entre sur le marché pour une période courte pour récupérer le profit et se retire après.
- Le fonctionnement d’un marché parfaitement contestable.

1. La simple pression exercée par la possibilité d’entrée (concurrence potentielle) maintient les prix et les profits à un niveau efficient même en l'absence de concurrence au sens classique (grand nombre d’entreprises).
2. Si le monopoleur fait un profit important sur un marché contestable, une entreprise concurrentielle entre sur le marché, propose un prix plus bas, du coup l’entreprise originelle subit des pertes, doit baisser les prix, et le concurrent se retire (hit and run).
3. Donc le monopoleur va maintenir les prix au niveau du coût marginal – son profit est théoriquement nul.

Le marché est parfaitement concurrentiel sans un grand nombre de concurrents.

## Limites
- L’existence des barrières à la sortie : en réalité, les coûts irrécupérables existent toujours, ne serait-ce que la publicité. La présence de coûts fixes importants sur un marché est de surcroît une source d'apparition de situations de monopoles
- Impossibilité pratique d’une entrée libre et absolue sur le marché : le monopoleur est toujours avantagé. Par la taille (il fait des économies d’échelle ; si l’entrée est marginale, alors elle n’oblige pas les autres firmes à baisser les prix). L’entreprise ancienne a un avantage d’expérience (l’information technique) et de notoriété.
- Les stratégies de défense :
  - la guerre des prix : l’entreprise fait baisser le prix jusqu’au coût marginal (elle continue à faire des profits sur les dernières unités vendues), donc prix inférieur au coût moyen.
  - le cumul de stock : l’entreprise et les concurrents produisent plus qu’ils ne vendent afin de pouvoir lancer des quantités importantes de biens sur le marché au moment de l’entrée d’un nouveau concurrent ; cela effondrerait les prix, ce qui ne permettrait pas à l’entrant de récupérer ses coûts d’entrée/sortie.
  - l’utilisation des prix limites : les concurrents sur le marché pratiquent « le prix le plus élevé qui décourage l’entrée » ; il correspond au coût pour l’entrant qui entraîne un profit nul par l’entrée.

Il y a donc très peu de marchés parfaitement contestables. De plus, selon Robert Boyer, cette théorie a été développée à la demande d'entreprises elles-mêmes en situation de monopole.

## Implications
- L’intérêt théorique

1. Le modèle néoclassique du marché concurrentiel suppose l’atomicité du marché (grand nombre d’entreprises dont aucune n’est suffisamment grande pour influer sur les prix toute seule), et l’entrée/sortie sans coût. L’atomicité du marché n’est pas un critère déterminant. Elle ne permet pas de vérifier la situation de concurrence, ni ne fait partie des conditions nécessaires à celle-ci. L’entreprise se comporte comme si un nouvel arrivant allait les contester. La concurrence parfaite existe même en l’absence de concurrents ; une compétition potentielle seule suffit à pousser à l’efficacité.
2. Dans la théorie des marchés contestables, les profits sont nuls même s’il n’y a qu’une entreprise sur le marché. En effet, la seule menace d’entrée sur le marché de nouvelles entreprises, dissuade l’unique entrepreneur d’augmenter les prix.

Une généralisation de la théorie néoclassique.
- L’intérêt pratique

1. Nouveaux critères d’évaluation d’un monopole dans la législation : distinction monopole dommageable / non dommageable.
2. Prise de conscience de l’importance des coûts irréversibles dans l’évaluation de l’imperfection du marché : lutte contre les barrières naturelles et artificielles par les autorités publiques ; prise en charge des coûts irréversibles par les collectivités pour améliorer la concurrence.